# Walrus (eiland)
Walrus (Engels: Walrus Island) is een klein rotseiland, even ten oosten van het eiland St. Paul. Het behoort tot de Pribilofeilanden, die deel uitmaken van de Amerikaanse staat Alaska. Het eiland heeft slechts een oppervlakte van 0,2036 km² en is onbewoond. Het eiland is beroemd vanwege de grote populatie walrussen die hier 's zomers verblijft en waaraan het eiland zijn naam dankt.